# Harry Betts
Harry Betts (Nueva York, 15 de septiembre de 1922 – 13 de julio de 2012) fue un trombonista y compositor de jazz estadounidense.

## Biografía
Betts nació en Nueva York pero creció en Fresno (California), tocó como trombonista en la orquesta de Stan Kenton en la década de los 50. Se le puede oír en el álbum Get Happy! (Verve, 1959) de Ella Fitzgerald. 
Escribió la banda sonora de algunas películas, incluidas A Swingin' Summer (1965), La otra cara del gángster (The Big Mouth) (1967), Un tiempo para morir (A Time for Dying) (1969), The Fantastic Plastic Machine (1969), Goodnight, My Love (1972), Encadenadas (Black Mama White Mama) (1972), Quemaduras de muerte (Little Cigars) (1973) y Nice Dreams (1981). De hecho, la música de Black Mama White Mama fue usada en la banda sonora de 2003 para Kill Bill, Volumen 1. Aparte de su trabajo en el cine, fue conocido en el álbum de 1962, The Jazz Soul of Doctor Kildare. También hizo numerosos arreglos para el cantante Jack Jones.

## Discografía

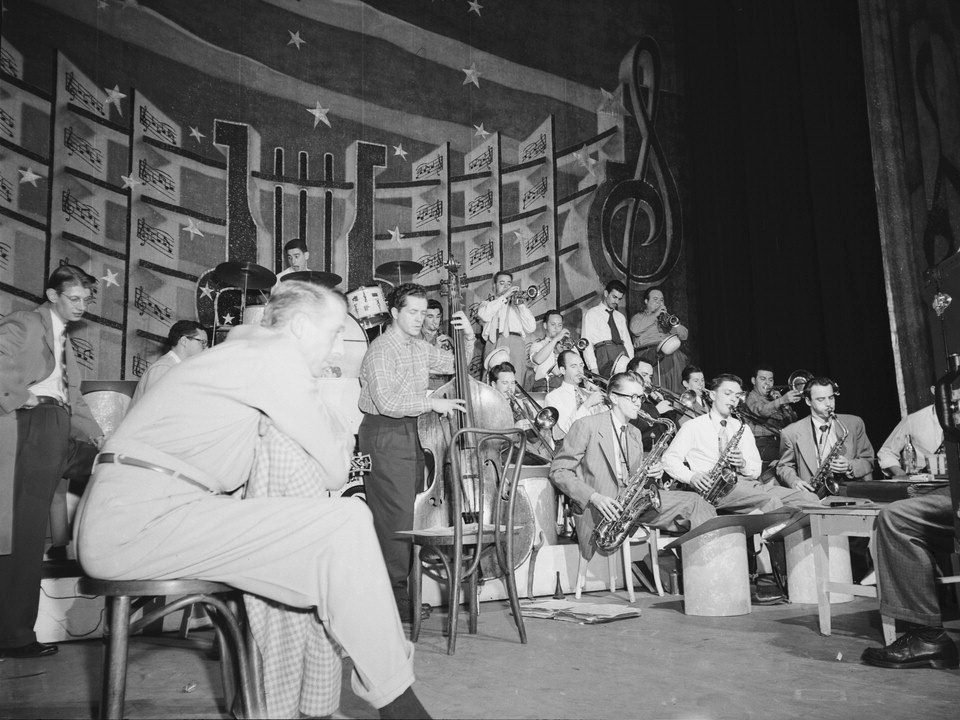
Stan Kenton, Eddie Safranski, Shelly Manne, Chico Alvarez, Ray Wetzel, Harry Betts, Bob Cooper y Art Pepper, 1947 o 1948

- The Jazz Soul of Dr. Kildare (Ava, 1962)

### Como músico
Con Elmer Bernstein
- "The Man with the Golden Arm" (Decca, 1956)

Con Bobby Darin
- Venice Blue (Capitol)

Con Fred Katz
- Folk Songs for Far Out Folk (Warner Bros., 1958)

Con Stan Kenton
- Stan Kenton's Milestones (Capitol, 1943–47 [1950])
- Encores (Capitol, 1947)
- A Presentation of Progressive Jazz (Capitol, 1947)
- Innovations in Modern Music (Capitol, 1950)
- Stan Kenton Presents (Capitol, 1950)
- This Modern World (Capitol, 1953)
- The Kenton Era (Capitol, 1940–54, [1955])
- The Innovations Orchestra (Capitol, 1950–51 [1997])

Con Barney Kessel
- Carmen (Contemporary, 1959)

Con Shorty Rogers
- Cool and Crazy (RCA Victor, 1953)
- Shorty Rogers Courts the Count (RCA Victor, 1954)
- Jazz Waltz (Reprise, 1962)

Con Pete Rugolo
- Introducing Pete Rugolo (Columbia, 1954)
- Adventures in Rhythm (Columbia, 1954)
- Rugolomania (Columbia, 1955)
- Rugolo Plays Kenton (EmArcy, 1958)
- 10 Trombones Like 2 Pianos (Mercury, 1960)